# Hans von Ahlefeldt († um 1600)
 Hans von Ahlefeldt († um 1600) aus dem Hause Seegaard bei Kliplev war Feldherr des dänischen Königs Christian III.

## Leben
Hans von Ahlefeldt war ein Urenkel des Hans von Ahlefeldt Herr auf Haseldorf, Haselau, Seegaard und Seestermühe und war Erbherr auf Seegaard und Seestermühe. Er war Rat und Feldherr und besiegte und unterwarf in der letzten Dithmarscher Fehde unter dem dänischen König Christian III. von Dänemark und Norwegen die Dithmarscher vollständig und wurde später vergiftet. Die Tat geschah vermutlich in der Fischerstraße in Kiel, wo seine Frau und die Köchin ihn mit vergifteten Reis umbrachten.